# Дарт Капеллан
Дарт Капеллан (англ. Darthe Capellan; нар. 27 квітня 1996, Давао, регіон Давао, Філіппіни) — канадський борець вільного стилю, Панамериканський чемпіон, бронзовий призер Панамериканських ігор, бронзовий призер Ігор Співдружності, бронзовий призер Франкомовних ігор.

## Життєпис
Боротьбою почав займатися з 2008 року. У 2014 році став Панамериканським чемпіоном серед юніорів.
Виступає за борцівський клуб «Burnaby Mountain» Бернабі. Тренер — Джон Пінеда (з 2011).

## Спортивні результати на міжнародних змаганнях

### Виступи на Чемпіонатах світу
| Змагання                        | Збірна | Вагова категорія          | Місце |
| ------------------------------- | ------ | ------------------------- | ----- |
| Чемпіонат світу з боротьби 2018 | Канада | вільна боротьба, до 57 кг | 26    |
| Чемпіонат світу з боротьби 2019 | Канада | вільна боротьба, до 57 кг | 13    |
| Чемпіонат світу з боротьби 2021 | Канада | вільна боротьба, до 57 кг | 17    |
| Чемпіонат світу з боротьби 2022 | Канада | вільна боротьба, до 57 кг | 25    |

### Виступи на Панамериканських чемпіонатах
| Змагання                                   | Збірна | Вагова категорія          | Місце  |
| ------------------------------------------ | ------ | ------------------------- | ------ |
| Панамериканський чемпіонат з боротьби 2016 | Канада | вільна боротьба, до 57 кг | Золото |
| Панамериканський чемпіонат з боротьби 2019 | Канада | вільна боротьба, до 57 кг | 5      |
| Панамериканський чемпіонат з боротьби 2022 | Канада | вільна боротьба, до 57 кг | 5      |
| Панамериканський чемпіонат з боротьби 2023 | Канада | вільна боротьба, до 57 кг | 5      |

### Виступи на Панамериканських іграх
| Змагання                  | Збірна | Вагова категорія          | Місце  |
| ------------------------- | ------ | ------------------------- | ------ |
| Панамериканські ігри 2019 | Канада | вільна боротьба, до 57 кг | Бронза |

### Виступи на Чемпіонатах Співдружності
| Змагання                                | Збірна | Вагова категорія          | Місце |
| --------------------------------------- | ------ | ------------------------- | ----- |
| Чемпіонат Співдружності з боротьби 2017 | Канада | вільна боротьба, до 57 кг | 5     |

### Виступи на Іграх Співдружності
| Змагання                | Збірна | Вагова категорія          | Місце  |
| ----------------------- | ------ | ------------------------- | ------ |
| Ігри Співдружності 2022 | Канада | вільна боротьба, до 57 кг | Бронза |

### Виступи на Франкомовних іграх
| Змагання              | Збірна | Вагова категорія          | Місце  |
| --------------------- | ------ | ------------------------- | ------ |
| Франкомовні ігри 2017 | Канада | вільна боротьба, до 61 кг | Бронза |

### Виступи на інших змаганнях
| Змагання                                                         | Збірна | Вагова категорія          | Місце  |
| ---------------------------------------------------------------- | ------ | ------------------------- | ------ |
| Турнір «Олімпія» 2015                                            | Канада | вільна боротьба, до 57 кг | Бронза |
| Кубок Канади з боротьби 2015                                     | Канада | вільна боротьба, до 57 кг | 4      |
| Гран-прі Іспанії з боротьби 2015                                 | Канада | вільна боротьба, до 57 кг | 8      |
| Олімпійський кваліфікаційний турнір з боротьби 2016 (Улан-Батор) | Канада | вільна боротьба, до 57 кг | 10     |
| Кубок Канади з боротьби 2016                                     | Канада | вільна боротьба, до 57 кг | Бронза |
| Гран-прі Іспанії з боротьби 2016                                 | Канада | вільна боротьба, до 57 кг | Бронза |
| Кубок Канади з боротьби 2017                                     | Канада | вільна боротьба, до 57 кг | Золото |
| Cerro Pelado International 2018                                  | Канада | вільна боротьба, до 57 кг | 7      |
| Турнір міста Сассарі з боротьби 2018                             | Канада | вільна боротьба, до 57 кг | Срібло |
| Гран-прі Іспанії з боротьби 2018                                 | Канада | вільна боротьба, до 57 кг | Срібло |
| Міжнародний меморіал Дейва Шульца 2019                           | Канада | вільна боротьба, до 57 кг | 4      |
| Cerro Pelado International 2019                                  | Канада | вільна боротьба, до 57 кг | Бронза |
| Турнір міста Сассарі з боротьби 2019                             | Канада | вільна боротьба, до 57 кг | Срібло |
| Кубок Канади з боротьби 2019                                     | Канада | вільна боротьба, до 57 кг | Золото |
| Кубок Гранми і Серро-Пеладо з боротьби 2020                      | Канада | вільна боротьба, до 57 кг | 8      |
| Турнір міста Сассарі з боротьби 2022                             | Канада | вільна боротьба, до 57 кг | Срібло |
| Гран-прі Іспанії з боротьби 2022                                 | Канада | вільна боротьба, до 57 кг | Бронза |
| Відкритий чемпіонат Загреба з боротьби 2024                      | Канада | вільна боротьба, до 57 кг | 13     |
| Олімпійський кваліфікаційний турнір з боротьби 2024 (Акапулько)  | Канада | вільна боротьба, до 57 кг | 7      |
| Олімпійський кваліфікаційний турнір з боротьби 2024 (Стамбул)    | Канада | вільна боротьба, до 57 кг | 25     |

### Виступи на змаганнях молодших вікових груп
| Змагання                                                 | Збірна | Вагова категорія          | Місце  |
| -------------------------------------------------------- | ------ | ------------------------- | ------ |
| Панамериканський чемпіонат з боротьби серед юніорів 2014 | Канада | вільна боротьба, до 55 кг | Золото |
| Чемпіонат світу з боротьби серед юніорів 2014            | Канада | вільна боротьба, до 55 кг | 13     |
| Панамериканський чемпіонат з боротьби серед юніорів 2015 | Канада | вільна боротьба, до 55 кг | 13     |
| Чемпіонат світу з боротьби серед юніорів 2016            | Канада | вільна боротьба, до 55 кг | 10     |
| Чемпіонат світу з боротьби серед молоді 2017             | Канада | вільна боротьба, до 57 кг | 13     |
| Чемпіонат світу з боротьби серед молоді 2018             | Канада | вільна боротьба, до 57 кг | 15     |